# Левенталь, Густав Осипович
Густав Осипович Левенталь (нем. Gustav Loewenthal; 1788—1865) — российский врач, доктор медицины, действительный статский советник.

## Биография
Родился в Ганновере 8 августа 1788 года. Медицинское образование получил в Гёттингенском университете. В 1812 году со вспомогательным прусским корпусом совершил поход в Россию в качестве военного врача, участвовал в сражениях под Смоленском, Бородиным, Красным, Борисовым и др. Во время переправы через реку Березину попал в плен к русским казакам и остался в России. Был прикреплён к Минскому военному госпиталю, где своим внимательным уходом заслужил благодарность некоего офицера. Тот взял Левенталя с собой в Москву. Здесь Густав Осипович, приобретя степень лекаря, начал с успехом практиковать. Врачевал людей не только в Москве, но и в Смоленской деревне. Так, Гжатское уездное дворянство вручило Левенталю свидетельство в том, что он бесплатно воспользовал свыше 2500 человек и привил оспу более 5000 младенцам.
В 1817-м Левенталь окончательно поселился в Москве. Вскоре он стал действительным членом Общества Физико-Медицинского и Испытателей природы. В 1830 году, во время эпидемии холеры, получил назначение на должность инспектора Пятницкой временной холерной больницы. После прекращения эпидемии за свой вклад в борьбу с болезней он был удостоен Ордена Святого Владимира IV степени. Два года спустя, в 1832-м, его назначили главным доктором Павловской больницы. В этой должности он оставался до смерти. В 1863 году, в день, когда отмечали столетие больницы, Густаву Осиповичу вручили орден Святого Станислава I степени.

## Семья
Жена — Софья Михайловна (1808—1837, урождённая Мурзаханова), их дети — Александр Густавович (1832—1885), Михаил Густавович (1834—1844), Николай Густавович (1837-после 1915). Вторая жена (с 1841 года) — Софья Ивановна Ефимова (1808-…).

## Научная деятельность
Известны наблюдения Левенталя над животным магнетизмом. Они были описаны в его работе под заглавием: «Expériences phisico-chimiques faites avec le fluiode magnétique animal par le professeur Reuss et le docteur Loewenthal» («Commentationes» Физико-Медицинского общества, 1821). Вызывает интерес и его докторская диссертация: «De hysteria adjectis duabus observationibus practicis. M. 1824»; она часто цитируется врачами в их сочинениях и является одним из лучших источников по этому вопросу.